# Александар Бенкендорф
Александар Христофорович фон Бенкендорф (рус. Алекса́ндр Христофо́рович фон Бенкендо́рф; 23. јун 1783 — 23. септембар 1844) био је руски војсковођа, генерал коњице и гроф. Био је шеф жандарма и главни начелник Трећег одјељења Сопствене канцеларије Његовог императорског величанства (тајне полиције).

## Биографија
Александар Бенкендорф је био брат Константина Бенкендорфа и Доротеје Ливен и потицао је из племићке породице. Године 1798. унапријеђен је за заставника гардијског Семјоновског пука и постављен за крилног ађутанта при императору Павлу I Петровичу.
У рату 1806—1807. био је при дежурном генералу грофу Толстојевом и учествовао је у многим биткама. Од 1807. до 1808. радио је при руској амбасади у Паризу. Године 1809. добровољно је приступио војсци и ратовао против Турака. Налазио се у претходници и био је командант одреда, а за истакнуте заслуге награђен је Орденом Светог Георгија 4. степена.
За вријеме Отаџбинског рата (1812) Бенкендорф је испочетка био крилни ађутант при императору Александру I Павловичу и одржавао је везу главне команде са армијом под командом Багратиона. Затим, командовао је претходницом одреда барона Винцингеродеа. Након што је Наполеон I Бонапарта напустио Москву, Бенкенфорф је именован за команданта ове престонице. При гоњењу француске војске у повлачењу, налазио се у одреду генерала Кутузова, учествовао је у разним акцијама, заробио је три генерала и више од 6.000 нижих чинова.

## Треће одјељење
Император Николај I Павлович је дана 25. јуна 1826. године именовао Бенкендорфа за шефа жандарма, а 3. јула 1826. за главног начелника Трећег одјељења Сопствене канцеларије Његовог императорског величанства и за команданта Главног стана Његовог императорског величанства.
Године 1828, током поласка императора и активне војске у рат против Османског царства, Бенкендорф је био у његовој пратњи. Био је такође при опсади Браилова, при преласку руске војске преко Дунава, при покоравању Исакче, при бици при Шумле и при опсади Варне. Дана 21. априла 1829. године унапријеђен је у ранг генерала коњице, а 1832. уведен је у грофовско достојанство Руске Империје.
Био је члан посебног комитета, установљеног ради изградње Николајевске жељезнице, заједно са другим званичним представницима власти. Пруга је била изграђена у периоду 1842—1851. између Санкт Петербурга и Москве.
Био је ожењен сестром санктпетербуршког команданта Григорија Захаржевског — Јелисаветом Андрејевном.